# Dwm
dwm — мозаїчний менеджер вікон для X11. dwm написаний на C та може бути підлаштований під будь-які потреби. Користувачу надається широкий спектр можливостей, за рахунок того, що цей мозаїчний менеджер вікон налаштовується через зміну вихідних кодів, основні налаштунки можна виконати у головному файлі. менеджер вікон оптимізований для завантаження на пристроях виводу з високою роздільною здатністю.
dwm відноситься до проєкту suckless, головною метою якого є зберегти код гнучким та компактним.

## Форки та Патчі
dwm виявився досить впливовим проєктом, багато інших менеджерів вікон засновані на коді dwm, або проєкт надихнув на створення свого. Повний список відгалужень та латок можна знайти на сторінці офіційний сайт [Архівовано 22 липня 2009 у Wayback Machine.], декілька помітних прикладів:
- xmonad[2] перепис dwm у Haskell з додатковими функціями
- awesome[3] включає у dwm підтримку FreeType, можливість налаштування без перезбирання коду
- echinus включає у dwm підтримку FreeType, EWMH, натисни-для-фокусу, налаштування без перезбирання коду
- scrotwm містить частину коду dwm, додано налаштування без перезбирання коду, динамічна Xinerama, та можливість рестарту програми без втрати статусу
- bug.n[4] програма на створення якої надихнув dwm, вона приносить мозаїчне керування вікнами у системі Microsoft Windows

## Налаштування
За замовченням dwm виглядає досить просто, тому для налаштування більш робочого середовища, можна використати:
- dmenu[5] — програма, що формує список виконуваних файлів у меню (найпростіший спосіб запуску програм)
- xsetroot — використовується для друку інформації на панелі завдань (лише у нових версіях програми)

## Виноски
1. ↑  Сайт проєкту suckless. Архів оригіналу за 21 квітня 2022. Процитовано 23 квітня 2022.
2. ↑  Сайт віконного менеджеру xmonad. Архів оригіналу за 18 вересня 2012. Процитовано 19 липня 2009.
3. ↑  Сайт віконного менеджеру awesome. Архів оригіналу за 29 жовтня 2012. Процитовано 19 липня 2009. [Архівовано 2012-07-01 у Wayback Machine.]
4. ↑  Сайт віконного менеджеру bug.n. Архів оригіналу за 6 серпня 2011. Процитовано 5 вересня 2011. [Архівовано 2011-08-06 у Wayback Machine.]
5. ↑  Сторінка dmenu на suckless.org. Архів оригіналу за 4 серпня 2009. Процитовано 19 липня 2009.